# Tào Tuất
Tào Tuất (tiếng Trung: 曹卹; bính âm: Cao Xu; 501 TCN - ?), tự Tử Tuần (子循), tôn xưng Tào Tử (曹子), người nước Thái thời Xuân thu, là một trong thất thập nhị hiền của Nho giáo.

## Cuộc đời
Tào Tuất nhỏ hơn Khổng Tử 50 tuổi, là hậu duệ công tộc nước Tào, xưng "lạc đạo minh nghĩa" (樂道明義).
Năm 72, thời Hán Minh Đế, Tào Tuất được phối thờ trong Khổng miếu.